# Responsa prudentium
Responsa prudentium (с лат. — «ответы юристов») — один из источников римского права.

## Деятельность юристов в Древнем Риме
Деятельность профессиональных юристов в Древнем Риме заключала в себя выполнение трёх основных профессиональных функций:
- cavere (составление формул исков и сделок);
- agere (участие в судебных заседаниях);
- respondere (подготовка ответов на юридические вопросы).

Функция respondere состояла в ответах на запросы частных лиц и адвокатов по тем или иным вопросам юридического характера. Ответ готовился в письменной форме и скреплялся личной печатью юриста; также он мог содержаться в письме знатока юриспруденции, адресованном судье, рассматривающим конкретное дело, либо подтверждаться свидетельскими показаниями лиц, присутствовавших во время дачи консультации.

## Юридическая сила ответов
Мнение юриста было обязательным для суда. При этом юридическую силу имели и мнения, высказанные применительно к другим, сходным по фабуле, казусам.
Адвокаты могли обращаться для получения заключений не к одному, а сразу к нескольким юристам. В случае наличия controversia (разногласий) между мнениями различных юристов суд имел право выбрать то мнение, которое кажется ему предпочтительным. Если же все опрошенные юристы приходили к единому мнению, то оно считалось имеющим силу закона (legis vicem optinet).

## Эволюция института ответов
Первоначально правом respondere обладал любой правовед.
Однако в период принципата Августом Октавианом было установлено правило, согласно которому давать публичные разъяснения, подкреплённые авторитетом принцепса (ius publice respondendi), могли лишь юристы, получившие соответствующий патент (при этом право respondere юристов, не имевших такого патента, не ограничивалось).
Впоследствии император Адриан утвердил положение, по которому правом publice respondendi юрист должен наделяться по воле императора.
В 235 году функция толкования права полностью сосредоточилась в руках канцелярии императора, вследствие чего свободное развитие мнений юристов прекратилось.
В 426 году император Валентиниан III утверждает «Закон о цитировании», в соответствии с которым нормативную силу получили сочинения пятерых юристов-классиков: Папиниана, Павла, Ульпиана, Модестина и Гая. При этом, в случае противоречий в мнениях этих юристов, судьи должны были решать голосованием, какому именно мнению стоит отдать предпочтение; если же голоса судей были равны, то руководствоваться надлежало мнением Папиниана.
Император Юстиниан в 530 году постановил издать антологию из сочинений различных юристов, свободную от неточностей и противоречий. В 533 году использовать как источники права сочинения, не вошедшие в данную антологию, было законодательно запрещено.